# Tedeschi palatini
I tedeschi palatini erano all'inizio del XVIII secolo gli emigranti della regione del Medio Reno del Sacro Romano Impero che includevano una minoranza etnica proveniente dal Palatinato che dava poi il nome all'intero gruppo. Essi erano sia protestanti che cattolici. Tra la fine del XVII secolo e l'inizio del XVIII secolo, la ricca regione del Palatinato venne invasa dalla Francia che, con continue requisizioni militari, portò devastazioni e carestia. I "poveri palatini" erano 13.000 tedeschi che emigrarono in Inghilterra tra il maggio ed il novembre del 1709. Il loro arrivo in Inghilterra e l'incapacità del governo inglese di integrarli, causò un forte dibattito politico sull'immigrazione. Gli inglesi cercarono di reinsediarli in Inghilterra, in Irlanda e nelle colonie.
Gli insediamenti palatini, ad ogni modo, non diedero prova di durare a lungo ad eccezione di quelli presenti nella Contea di Limerick e nella Contea di Wexford in Irlanda e nella colonia di New York nel Nord America britannico. In Irlanda, poco più di 200 famiglie rimasero in loco dopo i primi insediamenti del 1709. Ad ogni modo, mantennero una cultura distinta sino al XIX secolo ed i cognomi di origine palatina sono ancora oggi perfettamente riconoscibili. La maggior concentrazione di discendenti dei palatini in Irlanda vive attorno a Rathkeale, nella Contea di Limerick.
Gli inglesi trasportarono circa 3000 tedeschi palatini a bordo di dieci navi a New York nel 1710. Molti di loro vennero in un primo momento assegnati al lavoro nei campi presso il fiume Hudson. Circa 850 famiglia si insediarono nella Valle dell'Hudson, in particolare nell'area di Germantown e Saugerties. Nel 1723, 100 capifamiglia dei campi di lavoro furono i primi europei ad acquistare terra ad ovest di Little Falls, nell'attuale Contea di Herkimer presso il fiume Mohwak. Altri tedeschi palatini si insediarono non lontano dal fiume Mohawk, fondando città come Palatine e Palatine Bridge nella Schoharie Valley.

## Origini
Nella Guerra dei Nove anni (1688–97) e nella Guerra di successione spagnola (1701–14), le ricorrenti invasioni dell'esercito francese danneggiarono l'area dell'attuale Germania sudoccidentale. Le depredazioni compiute dai francesi e la distruzione di numerose città (in particolare nel Palatinato) crearono dei problemi economici per gli abitanti della regione, esacerbati da inverni duri e raccolti miseri che crearono una vera e propria carestia non solo in Germania ma anche in buona parte dell'Europa nordoccidentale; ad ogni modo, i principati che risultarono maggiormente colpiti da queste problematiche in Germania furono quelli a sudovest, ancor più impoveriti dalla pressoché totale assenza di altre prospettive economiche.
I migranti provenivano essenzialmente dalle regioni comprese nei moderni Länder (stati) di Renania-Palatinato, Assia e aree settentrionali del Baden-Württemberg oltre a parti del basso Neckar. Durante il periodo del cosiddetto Kleinstaaterei quando avvenne la migrazione, la regione del Medio Reno era un mosaico di piccoli principati secolari ed ecclesiastici, ducati e contee. Non più della metà dei cosiddetti tedeschi palatini provenivano dall'Elettorato Palatino, mentre gli altri provenivano dagli altri stati circostanti del Palatinato-Zweibrücken e Nassau-Saarbrücken, dal Margraviato di Baden, dai langraviati assiani di Assia-Darmstadt, Assia-Homburg, Assia-Kassel, dagli arcivescovati di Treviri e Magonza, nonché da numerose contee minori come quelle di Nassau, Sayn, Solms, Wied e Isenburg.
Ciò che spinse ad una vera e propria emigrazione di massa nel 1709 fu l'impoverimento della popolazione e la promessa fatta dall'Inghilterra di concedere liberamente del terreno nelle colonie americane. Il parlamento inglese scoprì nel 1711 che molti "agenti" che lavoravano per conto della Colonia di Carolina avevano promesso ai contadini di Francoforte il libero passaggio nelle loro piantagioni. Spronati dal successo avuto da diverse famiglie dell'anno precedente, centinaia di famiglie tedesche passarono dal Reno all'Inghilterra e poi da lì verso il Nuovo Mondo.

## L'arrivo in Inghilterra
Le prime navi con i rifugiati iniziarono ad arrivare in Inghilterra all'inizio di maggio del 1709. Le prime 900 persone ottennero una casa, cibo e rifornimenti dai membri dell'aristocrazia inglese.  Gli immigrati vennero definiti "Poveri Palatini" (in inglese: Poor Palatines): "poveri" in riferimento al fatto che essi erano poveri ed ispiravano pietà al loro arrivo in Inghilterra, e "Palatini" dal momento che molti di loro arrivavano dalle terre controllate dall'Elettore Palatino. La maggioranza i loro veniva dalle regioni estere al Palatinato e, contro la volontà dei loro governanti, avevano lasciato in centinaia le rive del Reno alla volta di Rotterdam per poi imbarcarsi verso Londra. Per tutta l'estate, le navi sbarcarono centinaia di rifugiati, e quasi subito il loro numero divenne complesso da mantenere. Nel corso dell'estate, gran parte dei palatini venne accolta in tende dell'esercito inglese piantate a Blackheath ed a Camberwell. Venne creata una commissione apposita per coordinare questi accampamenti e disperdere l'idea di renderli permanenti. Questo compito fu particolarmente difficile dal momento che i Poveri Palatini non erano un banale gruppo di migranti ma avevano al loro interno artigiani, borghesi, esiliati religiosi come gli ugonotti, lavoratori agricoli, istruiti in diversi lavori ma senza un impiego attuale.

### La controversia politica

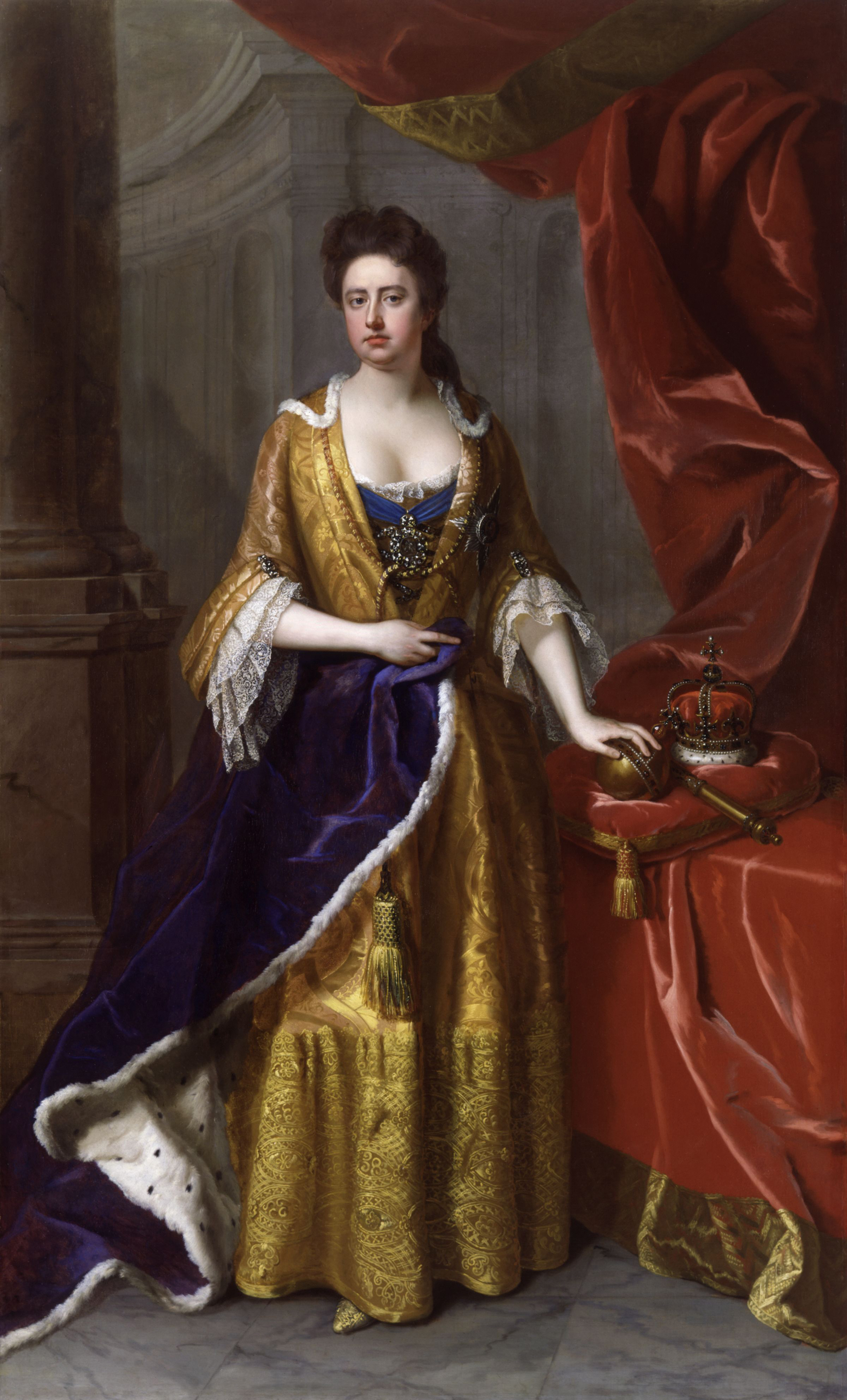
La regina Anna di Gran Bretagna

Durante il regno della regina Anna di Gran Bretagna (1702–1714), la polarizzazione politica tra wigh e tories andò acuendosi. L'immigrazione e l'ospitalità degli immigrati erano da tempo un tema dibattuto in Inghilterra, dalle coffee-houses al Parlamento, ed i Poveri Palatini si trovavano inevitabilmente in mezzo al fuoco incrociato della politica.
Per gli Whigs, che avevano la maggioranza in Parlamento, questi immigrati avrebbero fornito l'opportunità ideale per incrementare la forza lavoro della Gran Bretagna. Solo due mesi dopo l'arrivo dei primi tedeschi, il Parlamento inglese passò la Foreign Protestants Naturalization Act 1708, secondo la quale i protestanti stranieri potevano mantenere la loro religione ma dovevano pagare una piccola tassa per essere naturalizzati inglesi. Secondo tale logica l'aumento della popolazione avrebbe portato ad un consequenziale aumento della ricchezza prodotta, e quindi la prosperità della Gran Bretagna dipendeva in parte dall'accomodare questi immigrati. La Gran Bretagna aveva già beneficiato della presenza dei rifugiati ugonotti francesi, come pure degli esiliati olandesi (o "fiamminghi"), che avevano aiutato a rivoluzionare l'industria tessile inglese.
Allo stesso modo, nell'intento di aumentare la simpatia e sostenere questi espatriati, molti Whig tratteggiarono le loro figure in pamphlets che descrivevano i palatini come "rifugiati di coscienza" e vittime dell'oppressione e dell'intolleranza cattolica. Luigi XIV di Francia era divenuto tristemente famoso per la persecuzione dei protestanti nel suo regno. L'invasione e la distruzione della regione della Renania da parte di questi soldati era considerata da molti inglesi come il segno che il Palatinato fosse oggetto della sua tirannia religiosa. Col supporto regio, gli Whigs iniziarono a raccogliere pubblicamente del denaro per i "Poveri e oppressi palatini", che crebbero sempre più numerosi col supporto della Corona.
I Tories ed i membri della High Church (quelli che mostravano nel complesso una maggiore uniformità religiosa), furono costernati dal numero di Poveri Palatini che si trovavano ammassati nei campi a sudest di Londra. La loro lunga attesa per la naturalizzazione venne condannata dai Tories come pure questi criticarono l'idea degli Whig che gli immigrati potessero essere un beneficio economico per il paese, in quanto da subito essi rappresentarono un peso non indifferente per le casse statali. Allo stesso modo, molti erano preoccupati per la sicurezza della Chiesa d'Inghilterra per le affiliazioni di queste famiglie tedesche, in particolare quando venne rivelato che molte di queste (circa 2000 persone) erano cattoliche. Per quanto la maggior parte di questi cattolici tedeschi vennero rimandati subito oltre la Manica, molti inglesi erano convinti che la loro sola presenza avesse compromesso lo status di rifugiati religiosi del gruppo dei Poveri Palatini.
Lo scrittore Daniel Defoe fu tra i principali esponenti di queste critiche. Il Review di Defoe, un giornale trisettimanale che solitamente si occupava di materie economiche, venne per due mesi dedicato a denunciare il problema degli immigrati palatini, dipinti come banditi cattolici giunti in Inghilterra "per rubare il pane dalla bocca del nostro popolo." Inoltre, circa la possibilità che essi potessero aumentare i benefici aumentando la popolazione, Defoe avanzò la propria idea su come i palatini dovessero essere "trattati".

### La dispersione
Non molto tempo dopo l'arrivo dei Palatini, il Board of Trade venne incaricato di trovare un modo per la loro collocazione altrove. Al contrario degli immigrati, che volevano essere trasportati tutti nelle colonie, il governo inglese era intenzionato a insediarne alcuni nelle isole britanniche, nelle terre disabitate dell'Inghilterra o dell'Irlanda (dove avrebbero compensato la minoranza protestante). Molti ufficiali governativi erano contrari al trasporto dei tedeschi nelle colonie per gli eccessivi costi che il governo si sarebbe accollato nell'operazione, e con l'idea che essi avrebbero rappresentato un beneficio per la Gran Bretagna. Dal momento che la maggior parte dei Poveri Palatini erano ragazzi, vignaioli e lavoratori, si riteneva che essi fossero ideali se destinati alle aree agricole. In un primo tentativo vennero collocati in villaggi e città vicini ai primi insediamenti. Gli insediamenti su vasta scala pianificati, finirono in nulla, ed il governo decise a quel punto di inviarli in Inghilterra ed in Irlanda. Anche questo tentativo fallì perché molti palatini fecero ritorno dall'Irlanda a Londra appena alcuni mesi dopo, in condizioni peggiori di quando l'avevano lasciata.
I commissari incaricati alla fine si risolsero ad inviare le famiglie più numerose a New York. I tedeschi palatini vennero trasportati a New York nell'estate del 1710 in 2800 a bordo di dieci navi, il più grande gruppo di immigrati ad entrare in una sola volta nella colonia prima della Rivoluzione americana. Per il loro status di rifugiati e per le loro povere condizioni, oltre che per le malattie sviluppatesi durante il viaggio, molti di loro morirono. 300 di questi palatini giunsero in Carolina. Malgrado tutto, questi palatini avevano raggiunto il Nuovo Mondo ed erano determinati a rimanervi. I loro discendenti si diffusero successivamente in tutti gli Stati Uniti e nel Canada.
L'esperienza coi Poveri Palatini screditò di molto la filosofia di naturalizzazione proposta in Inghilterra dagli esponenti del partito Whig, e si accesero dei dibattiti particolarmente forti sugli effetti dell'offrire asilo ai rifugiati. Quando i Tories tornarono al potere, revocarono l'Act of Naturalization, che secondo loro aveva ingannato i Palatini e li aveva attirati ingiustamente in Inghilterra (anche se molti di loro erano stati effettivamente naturalizzati cittadini britannici).

## Re-insediamento in Irlanda
3073 palatini vennero trasportati in Irlanda nel 1709. 538 famiglie vennero inserite come contadini alle dipendenze dei landlords anglo-irlandesi. Ad ogni modo, alcuni preferirono non rimanervi e 352 famiglie lasciarono le loro proprietà e molte fecero ritorno in Inghilterra. Alla fine del 1711, infatti, in Irlanda si contavano ancora 1200 palatini.
Secondo un'opinione circolante all'epoca, erano gli stessi palatini ad essere incapaci di amministrare le terre loro assegnate. William King, l'arcivescovo anglicano di Dublino, disse a tal proposito: "Io ho capito il loro disegno di mangiare e bere alle spalle di Sua Maestà, vivere inattivi sapendo che c'è chi li mantiene." Ad ogni modo, pare che la vera ragione di questi fallimenti fu la mancanza del supporto dei Tories della High Church, che in generale si opponevano agli stranieri e vedevano in loro potenziali dissidenti piuttosto che fedeli della chiesa di stato.
Ad ogni modo, gli insediamenti ebbero successo in due aree: la contea di Limerick e la contea di Wexford. A Limerick, 150 famiglie si insediarono nel 1712 nelle terre della famiglia Southwell presso Rathkeale. In breve tempo, riuscirono a creare fertili campi con coltivazioni di canapa e lino oltre ad aree di allevamento. A Wexford, si insediò una notevole popolazione di palatini nelle terre di Abel Ram, come pure presso Gorey. Cognomi come Switzer, Hick, Ruttle, Sparling, Tesky e Fitzell, tipicamente palatini, sono i cognomi più diffusi in Irlanda.

## Re-insediamento in Nord America

### Migrazione a New York
I tedeschi avevano sognato di giungere nelle colonie nordamericane sin dal loro arrivo in Inghilterra. La prima migrazione di massa, ad ogni modo, ebbe inizio nel 1708. Il governo della regina Anna aveva mostrato simpatia per i tedeschi protestanti e li aveva invitati ad andare nelle colonie e ad impegnarsi nel commercio. La corrispondenza ufficiale nei registri ufficiali inglesi mostra un totale di 13.146 rifugiati giunti dal Reno e/o da Amsterdam in Inghilterra nell'estate del 1709. Più di 3500 di questi tornarono dall'Inghilterra perché erano cattolici o per loro volontà. Henry Jones, cita una nota del pastore della chiesa di Dreieich che rilevò come 15.313 tedeschi lasciarono i loro villaggi nel 1709 "per la cosiddetta Nuova America e, ovviamente, per la Carolina." L'ondata migratoria colpì profondamente le risorse inglesi, irrompendo in distruzioni, sovraffollamento, carestia, malattie e morte di centinaia di palatini. Tra le molte ragioni che spinsero queste famiglie a lasciare la loro terra natia, Kittle ne ha raccolte alcune in ordine di importanza: "(1) devastazione della guerra, (2) tassazione eccessiva, (3) gelata invernale straordinaria, (4) motivi religiosi, (5) desiderio di avventura, (6) attrazione per la concessione di proprietà nelle colonie, (7) benevolente e attiva cooperazione da parte del governo inglese."
Senza dubbio una delle prime motivazioni fu l'inverno particolarmente rigido che compromise pesantemente l'agricoltura del Palatinato. Gli uccelli morivano dal freddo, i grappoli d'uva, il bestiame e tutti i vigneti vennero distrutti da un gelo senza fine. Con ben poco rimasto nei loro possedimenti, i rifugiati presero la decisione di portarsi ad Amsterdam e di rimanervi sino a quando il governo inglese non avesse deciso cosa fare di loro. Alle navi venne infine dato il permesso di attraversare la Manica ed i Palatini giunsero a Londra dove nuovamente attesero che il governo inglese considerasse la loro condizione. Il governo predispose da subito degli accampamenti al di fuori delle mura della città. Alcuni rimasero in Inghilterra, altri vennero inviati in Giamaica e a Nassau, ma il maggior numero di loro venne inviato in Irlanda, in Carolina e in particolare a New York nell'estate del 1710.
Il reverendo Joshua Kocherthal spianò la strada nel 1709, con un piccolo gruppo di cinquanta persone che si insediarono a Newburgh presso New York, sulle rive del fiume Hudson. "Nell'estate del 1710, una colonia di 2227 individui giunse a New York e questi vennero [successivamente] disposti in cinque villaggi sull'altra riva dell'Hudson, e quanti vennero messi nel campo ad est il luogo venne chiamato East Camp, quelli ad ovest, West Camp." Un censimento di questi villaggi stilato il 1º maggio 1711 mostrava 1194 persone ad est e 583 ad ovest. Il numero totale di famiglie era di 342 e 185 rispettivamente. Circa 350 palatini rimasero a New York City, alcuni si insediarono nel New Jersey. Altri viaggiarono sino al Susquehanna, insediandosi nella contea di Berks, in Pennsylvania. I luoghi delle comunità del Jersey sono correlate alla fondazione delle più antiche chiese luterane dello stato, come ad esempio quella di New Germantown (oggi Oldwick), la cosiddetta Straw Church oggi chiamata St. James a Phillipsburg e la St. Paul's Church a Pluckamin.

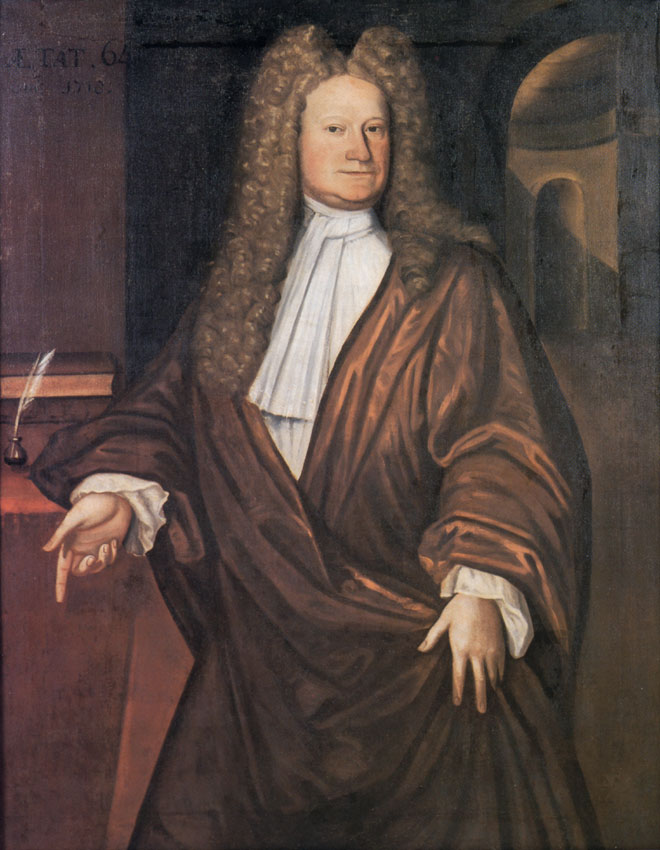
Robert Livingston il Vecchio (13 dicembre 1654 – 1 ottobre 1728) fu un ufficiale coloniale di New York e primo lord di Livingston Manor.

### Servitù
Gli insediamenti dei palatini nella parte orientale (East Camp) del fiume Hudson furono il risultato dei negoziati tra il governatore Hunter e Robert Livingston, proprietario di Livingston Manor in quella che attualmente è la contea di Columbia (questa non era la città di Livingston Manor sulla riva occidentale del fiume Hudson). Livingston era ansioso di far lavorare le proprie terre. I Livingston avevano beneficiato per molti anni delle rendite delle loro avventure coloniali. Il West Camp, per contro, si trovava in terre della Corona che erano state di recentemente riottenute. I pastori delle chiese luterana e riformata iniziarono ben presto a popolare i due campi e crearono dei registri sugli immigrati che sono tra i più antichi di New York.
La Corona inglese credeva che i palatini lavoratori potessero essere "utili a questo regno, in particolare per la produzione di prodotti navali, e come frontiera contro i francesi ed i loro indiani." I beni di cui gli inglesi avevano necessità di produzione per la marina erano canapa, catrame e pece. Il 6 settembre 1712, i lavori si fermarono. "L'ultimo giorno di sostegno dei palatini da parte del governo fu il 12 settembre." "Ne successivi cinque anni, molti palatini si spostarono altrove. Molti si portarono in Pennsylvania, altri nel New Jersey, insediandosi ad Oldwick o a Hackensack, mente altri si spostarono altre miglia più a sud sino a Rhinebeck, mentre altri ancora tornarono a New York, e solo pochi si stabilirono definitivamente a Livingston Manor [dove originariamente già si trovavano]. Quaranta o cinquanta famiglie si portarono a Schoharie tra il 12 settembre ed il 31 ottobre 1712." Nell'inverno del 1712-13, sei palatini si avvicinarono ai territori dei Mohawk per chiedere loro il permesso di insediarsi nella valle del fiume Schoharie, tributario del fiume Mohawk. I Mohawk, colpiti dalla loro storia di miseria e sofferenza, concessero ai palatini il permesso di insediarsi e nella primavera del 1713 circa 150 famiglie palatine si spostarono nell'area.

### Re-insediamento
Un rapporto del 1718 poneva 224 famiglie con 1021 persone lungo il fiume Hudson mentre 170 famiglie con 580 persone si trovavano a Schoharie. Nel 1723, sotto il governo del governatore Burnet, 100 capifamiglia si insediarono con tenute da 0,4 km2 ciascuno nella pianura di Burnetsfield Patent nella valle del fiume Mohwak, poco più a ovest di Little Falls. Furono i primi europei a cui venne permesso di comprar terra nella valle. Nell'inverno del 1712-13, sei capi palatini si incontrarono con gli Irochesi e chiesero loro il permesso di insediarsi nei loro territori. I palatini non riuscirono però a comprendere che la tribù irochese degli Haudenosaunee erano una società matriarcale governata da dei capi donne che governavano in tutto 9 clan e rimasero sorpresi di trovarsi a contrattare con delle indiane.
Dopo aver udito le storie dei palatini, tra povertà e sofferenza, le madri del clan garantirono loro il permesso di insediarsi nei loro territori. I motivi per cui le donne del clan acconsentirono, ad ogni modo, furono anche altri. Nel XVII secolo gli Haudenosaunee avevano perso molti membri della loro tribù a causa delle malattie importate dagli europei, morbi di cui loro non avevano anticorpi; gli Haudenosaunee avevano trascorso gran parte del XVII secolo in lotta con i francesi e altre nazioni indigene; ed infine negli anni '70 e '80 del Seicento i missionari gesuiti francesi avevano convertito molti indiani al cattolicesimo ed avevano persuaso molti di loro a insediarsi a Montreal. Gli storici definiscono infatti gli Haudenosaunee spostatisi nella Nuova Francia in Canada come Irochesi, mentre quanti rimasero nelle loro terre d'origine sono definiti Irochesi della Lega. All'inizio del XVII secolo, vi erano circa 2000 Haudenosaunee che vivevano nella valle del fiume Mohawk e dall'inizio del XVIII secolo la popolazione era scesa a 600 elementi, ponendoli in posizione debole per resistere all'avanzata degli inglesi. I governatori di New York avevano mostrato la tendenza a garantire agli Haudenosaunee delle terre inglesi senza permesso e dal punto di vista dei capi tribù, il concedere terra ai palatini che tutto avevano perso, era un modo per poter arginare gli inglesi e la loro espansione territoriale. A loro volta, le autorità inglesi credevano che i palatini sarebbero stati una valida barriera protettiva con la creazione di una propria milizia di difesa per fermare razziatori francesi e indigeni provenienti dalla Nuova Francia (attuale Canada). Le comunità palatine gradualmente si estesero lungo entrambe le rive del fiume Mohwak sino a Canojoharie. La loro presenza si riflette ancora oggi nei nomi di alcuni luoghi come German Flatts e Palatine Bridge, e anche per la presenza di alcune chiese antiche di epoca pre-coloniale e altre costruzioni sopravvissute alla rivoluzione americana. Per un centinaio d'anni queste comunità insegnarono il tedesco ai loro figli e continuarono a sposarsi all'interno della medesima comunità sino al XIX secolo.
I palatini insediatisi lungo la frontiera con la provincia di New York a Kanienkeh, sede delle Cinque Nazioni della Lega Irochese (divennero sei con l'aggiunta dei Tuscarora nel 1722) occuparono l'attuale stato di New York, e strinsero relazioni molto strette con gli Irochesi. Lo storico americano David L. Preston ha descritto la vita delle comunità palatine come "intessuta" con quella delle comunità irochesi. Un capo palatino dichiarò relativamente alle interazioni tra la sua comunità e quella degli Haudenosaueeee: "Intendiamo vivere la nostra vita insieme come fratelli". Gli Haudenosauee dal canto loro insegnarono ai palatini dove trovare i luoghi più adatti a raccogliere le noci migliori, oltre a una serie di radici e bacche, e dove crescevano naturalmente le "Tre Sorelle", come gli irochesi chiamavano l'insieme dei loro tre cibi principali: fagioli, zucche e mais. Un capo palatino, Johann Conrad Weiser, fece crescere suo figlio tra i Mohawk di modo da poter fornire alla sua comunità un interprete e un amico che potesse far da ponte tra le due comunità, tra di loro molto differenti. I palatini provenivano da una società patriarcale tipica dell'Europa mentre gli Haudenosaunee avevano una società matriarcale, dove le madri dei clan erano i capi che sceglievano le direttive per la comunità stessa. Haudenosaunee significa "il popolo di Longhouse" mentre Irochesi è un termine basco-algonchino che significa "uccisore di persone", termine che per gli Haudenosaunee era considerato offensivo.
Gli Haudenosaunee ammiravano l'etica di lavoro dei palatini, e spesso affittavano le loro terre a questi immigrati lavoratori. In cambio, i palatini insegnarono alle donne Haudenosaunee l'uso dell'aratro di ferro e delle zappe per coltivare avena e grano. Per gli Haudenosaunee, l'agricoltura era la principale occupazione femminile e le donne della comunità erano le uniche responsabili per piantare, crescere e raccogliere infine i raccolti. Inoltre i palatini portarono con loro pecore, mucche e maiali. La presenza di questi animali incrementò la produzione agricola e il denaro circolante, e gli Haudenosaunee iniziarono a vendere il loro surplus ai mercanti di Albany. Molti capi clan crebbero in ricchezza al punto da poter vivere al medesimo livello dei borghesi europei, abbandonando le loro tradizionali capanne in legno per vivere in case di stile coloniale.
Nel 1756, un contadino palatino portò con sé 38.000 perline montate, abbastanza per fare dozzine e dozzine di cinture wampum che tradizionalmente erano usate dagli indiani e che solitamente venivano loro donate come segno beneaugurante. Preston ha notato come l'acquisto di così tanti wampum rifletteva le strette relazioni che intercorrevano tra palatini e irochesi. I palatini utilizzavano le loro abilità di lavorazione dei metalli per riparare armi che appartenevano agli irochesi, costruire mulini per lavorare il grano che gli irochesi vendevano poi come farina ai mercanti di New York e della Nuova Francia, e le loro chiese vennero utilizzate anche per i primi battesimi e matrimoni misti tra cristiani e irochesi. Numerosi infatti erano i matrimoni tra le due comunità che si trovavano a vivere in prossimità. Doxstader, un cognome tipico in alcune aree periferiche della Germania meridionale, è divenuto comune anche tra gli irochesi.
Preston scrisse che lo stereotipo popolare delle relazioni di frontiera tra coloni bianchi e nativi americani come due realtà tra loro opposte in realtà non si applicava alle relazioni tra palatini e irochesi, e disse anche che i due popoli "... comunicavano, bevevano, lavoravano, pregavano e commerciavano tra di loro, negoziando sulla terra di confine e conducendo diplomazie separate dai governi coloniali". Alcuni palatini impararono anche la cerimonia funebre egli Haudenosaunee, una delle più importanti nella realtà irochese, e la riproposero anche in occasione di morti interni alla loro comunità. Lo storico canadese James Paxton ha scritto che i palatini e gli Haudenosaunee "...visitavano le rispettive case, conducevano un commercio su piccola scala e socializzavano in taverne e luoghi di scambio comuni". A differenza di altri territori di frontiera come la Pennsylvania o la valle del fiume Ohio, dove i coloni bianchi avevano pessime relazioni con gli indiani, portando a centinaia di morti ogni anno, le relazioni tra indiani e palatini erano amichevoli; tra il 1756 e il 1774 solo 5 bianchi vennero uccisi dagli Haudenosaunee mentre 6 furono gli Haudenosaunee uccisi dai coloni o dall'esercito inglese. La frontiera di New York non aveva un equivalente dei Paxton Boys, un gruppo di vigilanti scoto-irlandesi della frontiera della Pennsylvania che condussero delle vere e proprie campagne militari al limite del genocidio contro gli indiani Susquehannock tra il 1763 e il 1764, e anzi la notizia di queste morti scandalizzò molto non solo i palatini ma anche gli indiani locali.
Gli irochesi si aspettavano ad ogni modo molta gratitudine da parte dei palatini per il permesso loro concesso di insediarsi in quell'area. In una lettera a sir William Johnson, il sovrintendente agli affari dei territori indiani settentrionali, nel 1756, Oneida Sachems e altre madri dei clan indiani dissero di aver permesso ai palatini di insediarsi nelle loro terre per "compassione per la loro povertà, aspettandoci che ripagassero quanto prima l'uso che facevano della terra", e proseguirono dicendo che i palatini sono "divenuti ricchi e non solo rifiutano di pagarci il dovuto, ma ci impongono di dare loro ciò che abbiamo". Gli indiani inoltre lamentavano come i giovani delle loro tribù fossero spesso inclini al bere la birra prodotta dai palatini, loro che avevano sempre considerato l'alcool come distruttivo per la loro comunità.
Malgrado le buone proposte degli inglesi, i palatini avevano sempre declinato l'offerta di combattere sotto le insegne della Corona britannica e durante la guerra dei sette anni, tentarono di mantenere la neutralità. Dopo la Battaglia di Fort Bull e la caduta di Fort Oswego nelle mani dei francesi, German Flatts e Fort Herkimer divennero la frontiera nord dell'Impero britannico in nord America, portando così l'esercito inglese a spostare i propri reggimenti al nuovo confine. Un palatino, Hans Josef Herkimer, lamentava la vicinanza delle truppe inglesi alla sua comunità in una lettera scritta in un malandato inglese alle autorità britanniche: "Tiranneggiano su di me e pensano di poterlo fare... Non solo infestano la mia casa e prendono le mie stanze a loro piacimento ma prendono anche ciò che pensano possa essere loro necessario dei miei effetti".
I palatini inviarono dei messaggi tramite gli Oneida a Québec per riportare al governatore generale della Nuova Francia, il marchese di Vaudreuil della loro volontà di rimanere neutrali e di desiderare continuare a commerciare con la Francia tramite i loro intermediari indiani. Un messaggero indiano Oneida passò il messaggio a Vaudreuil a Québec, dicendo: "Vi informiamo di un messaggio datoci dalla Nazione che è presso gli inglesi, né francese né indiana che abita nelle terre attorno alle nostre... Questa nazione ha proposto di annettersi alla nostra per darci aiuto e reciproca protezione contro gli inglesi". Vaundreuil in risposta disse: "Penso di conoscere questa nazione. Vi è ragione di credere che siano i palatini". Un'altra lettera inviata dai palatini a Vaudreuil alla fine del 1756 riportava così: "abbiamo guardato a noi stessi come a persone in pericolo quanto le Sei Nazioni, siamo determinati a vivere e a morire insieme e imploriamo per questo la protezione dei francesi".
Vaudreuil informò ad ogni modo i palatini che la neutralità non era una opzione perseguibile e che essi avrebbero dovuto sottomettersi al re di Francia o affrontare la guerra. I palatini tentarono di mantenere una situazione di stallo, e Vaudreuil dichiarò: "questo trucco non li porterà a nulla; quando lo riterrò opportuno, invierò i miei guerrieri a Corlac [il nome dato dai francesi a New York]". Ad un certo punto, gli Oneida inviarono un messaggio a Vaudreuil chiedendo di non fare né a loro né "ai palatini alcun male perché ormai il loro sangue e quello degli Oneida è mischiato insieme". Preston scrisse che la lettera venne in qualche modo esagerata, ma effettivamente le relazioni interrazziali erano note alla frontiera.
Il 10 novembre 1757, l'Oneida sachem Canaghquiesa avvisò i palatini che una forza di combattenti francesi ed indigeni stava per raggiungere i loro territori, dicendo loro di nascondere le loro donne e i loro bambini nella foresta, ma Canaghquiesa notò come essi "abbiano riso di me battendo le mani sulle loro natiche dicendo di non considerarli nemici". Il 12 novembre 1757, uno squadrone di 200 razziatori Mississauga e irochesi canadesi con 65 Troupes de la Marine e militi canadesi piombarono sull'insediamento palatino di German Flatts alle 3:00 di mattina, incendiando il villaggio e radendolo al suolo, uccidendo 40 palatini e facendo 150 prigionieri che vennero portati in Nuova Francia. Un capo palatino, Johan Jost Petri, scrivendo dalla sua cella a Montreall, si disperava di come "il nostro popolo sia stato preso dagli indiani e ai francesi (ma in buona parte dai nostri stessi indiani) e per nostra mancanza". Successivamente, un gruppo di Oneida e Tuscaroras si portò presso le rovine di German Flatts per offrire cibo e beni ai sopravvissuti e seppellire i morti. In una lettera a Johnson, Canaghquiesa scriveva "ci siamo disperati coi tedeschi per le perdite dei loro amici che sono stati uccisi e catturati dal nemico... quella cerimonia è durata per tre giorni".

### I palatini oggi
Per l'alta concentrazione di rifugiati palatini a New York, ancora oggi il termine americano "Palatine" è associato ai tedeschi. "Sino alla guerra d'indipendenza americana, il termine 'palatino' era usato indiscriminatamente per tutti gli emigranti europei di lingua germanofona."